# Antoine Risso
Joseph Antoine (Giuseppe Antonio) Risso, född 8 april 1777 i Nice, död där 25 augusti 1845, var en italiensk naturforskare.
Risso var apotekare i sin födelsestad till 1826 och blev 1832 professor där i medicinsk kemi och botanik. Han utmärkte sig som fiskkännare genom sin Ichthyologie de Nice (1810) och skrev även Histoire naturelie des Crustacés de la mer de Nice (1843). Tillsammans med Pierre-Antoine Poiteau utgav han några botaniska verk, varibland Histoire naturelie des orangers (folio, 109 kolorererade tavlor, 1818–1819) och Histoire naturelle des principales productions de l'Europé méridionale (fem band, 1826–1828).
Auktorsnamnet Risso kan användas för Antoine Risso i samband med ett vetenskapligt namn inom botaniken; se Wikipediaartiklar som länkar till auktorsnamnet.